# Lily Elsie
Lily Elsie (Armley, 8 de abril de 1886 - Londres, 16 de dezembro de 1962) foi uma atriz e cantora inglesa da era eduardiana. Conhecida por estrelar a opereta de Franz Lehár, The Merry Widow.
Começando nos palcos ainda criança, nos anos 1890, Elsie ganhou notoriedade e fama por atuar em diversas comédias e musicais eduardianos de sucesso, antes de ganhar fama nacional por The Merry Widow, em 1907. Admirada por sua beleza e charme nos palcos, Elsie se tornou a mulher mais fotografada da era eduardiana.

## Biografia
Elsie nasceu em Armley, em 1886 filha de Charlotte Elizabeth Hodder (1864–1922), figurinista e de William Thomas Cotton, que trabalhava em teatro. A família passou a morar em Manchester depois do casamento. Elsie era sobrinha de Wilfred Cotton, que se casou com a atriz Ada Reeve.

### Atriz mirim
Tendo começado bem cedo nos palcos, Elsie ficou conhecida como "Pequena Elsie", trabalhando em diversas peças e espetáculos musicais. Apesar do sucesso precoce, Elsie era bastante tímida, mesmo já adulta. Entre os anos de 1895 e 1896, ela apareceu em concertos e grupos teatrais em Salford, nos arredores de Manchester. Em 1896, estrelou na peça The Arabian Nights, como a princesa Mirza. Aos dez anos, foi Chapeuzinho Vermelho na peça de mesmo nome, que ficou em cartaz por seis semanas e depois entrou em turnê por mais seis semanas.
Em Londres, sua primeira atuação foi no Natal de 1898, em King Klondike. Excursionou com o grupo teatral para várias cidades durante todo o ano. Por volta de 1900, ela adotou o nome artístico de Lily Elsie.

## Últimos anos

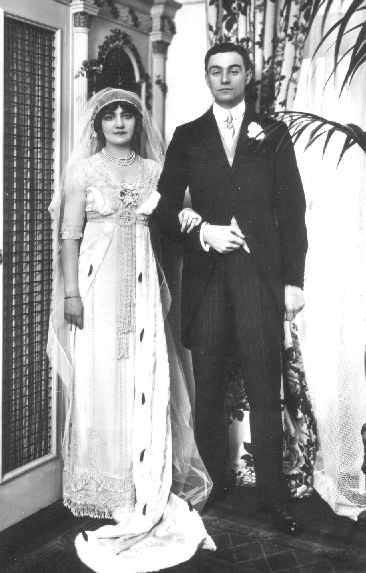
Foto de seu casamento, 1911

Em 1920, Elsie e o marido se mudaram de Gloucestershire para a vila de Redmarley D'Abitot. Passou os próximos dez anos longe dos palcos, comparecendo a eventos sociais ou caçando raposas no interior. Voltou a atuar em Londres, em 1927, na peça The Blue Train. Sua última aparição pública, antes de se aposentar, foi na peça The Truth Game, de Ivor Novello, que ficou em cartaz em 1928 a 1929.
Seu casamento com Major John Ian Bullough (1885–1936), filho de um poderoso industrial da área têxtil era infeliz e aliado à saúde frágil de Elsie, acabou em divórcio em 1930. Sofrendo de anemia e tendo feito diversas cirurgias ao longo da vida, Elsie acabou se tornando hipocondríaca e passou boa parte da vida em casas de saúde. Foi diagnosticada como tendo diversos problemas psicológicos e chegou a passar por uma cirurgia no cérebro para melhorar seu estado. Seus últimos anos foram passados em uma enfermaria hospitalar.

## Morte
Elsie faleceu no Hospital St. Andrew, demolido em 1973, em Cricklewood, Londres, em 16 de dezembro de 1962, aos 76 anos e seu corpo foi cremado.